# Boris I.

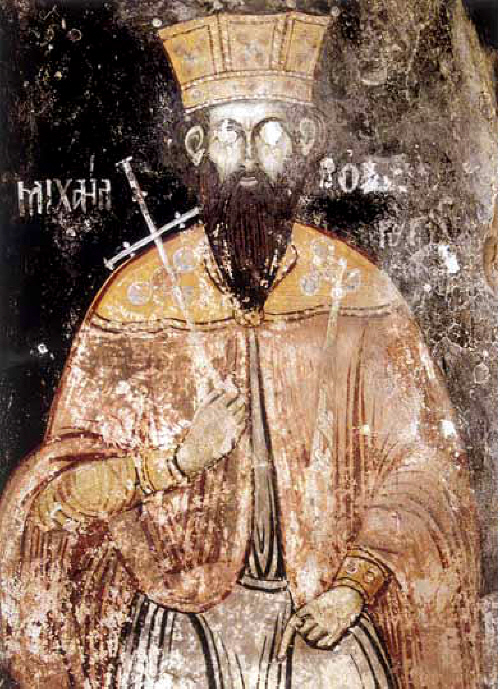
Boris I. Michail als Ktitor des Klosters Sveti Naum und der Aufschrift in Griechisch: „Michail, Archont von Bulgarien“

Boris I., auch Boris von Bulgarien oder Bogoris genannt (bulgarisch Борис oder Борис-Михаил; altgriechisch Βόωρίς oder Βόγορίς; * 1. Hälfte des 9. Jahrhunderts; † 2. Mai 907 in Bulgarien), Taufname Michael, war der erste christliche Herrscher (Knjas) der Bulgaren und herrschte von 852 bis 889 (nach anderen Quellen etwa 853 bis 890). Er war der Sohn von Khan Presian I. Man nimmt an, dass er der einflussreichen bulgarischen Herrschaftsfamilie Dulo angehörte.

## Leben
Sowohl die katholische als auch die orthodoxe Kirche versuchten, Boris unter ihre jeweilige Hoheit zu ziehen. Als sich jedoch Papst Nikolaus I. und sein Nachfolger Hadrian II. weigerten, den Bulgaren ein eigenes Patriarchat zuzugestehen, wandte sich Boris enttäuscht Byzanz zu. Um 865 muss der Knjas von byzantinischen Missionaren das Sakrament der Taufe empfangen haben. Patriarch Ignatios I. von Konstantinopel forderte daraufhin die Zuständigkeit für Bulgarien ein, weshalb es zu schweren Konflikten mit Rom kam und er von Papst Johannes VIII. mit dem Kirchenbann bedroht wurde. Dessen ungeachtet entsandte Ignatius einen Erzbischof und mehrere Bischöfe zur Missionierung nach Bulgarien.
In diesem Zeitraum muss auch ein Treffen Boris’ mit dem ostfränkischen König Ludwig II. in Tulln stattgefunden haben. Ludwig konnte den Bulgaren zwar für einen gemeinsamen und erfolgreichen Feldzug gegen das Mährerreich gewinnen. Weitere Kriege von König Boris gegen das serbische Fürstentum blieben jedoch erfolglos. Als 863 der byzantinische Kaiser Michael III. einen weiteren Krieg androhte, ließ Boris sich schließlich christlich taufen. Dabei nahm er den Taufnamen Michael, als Huldigung an den oströmischen Herrscher, an. Die Taufe soll einer Überlieferung nach in einer kleinen Kapelle an einer Zollstation in oder in der Nähe von Develtum erfolgt sein. Damit hatte Byzanz einen größeren Einfluss in seinem Territorium. Anschließend unterstellte er seine gesamte Regentschaft dem Ziel der Christianisierung seines Reiches.

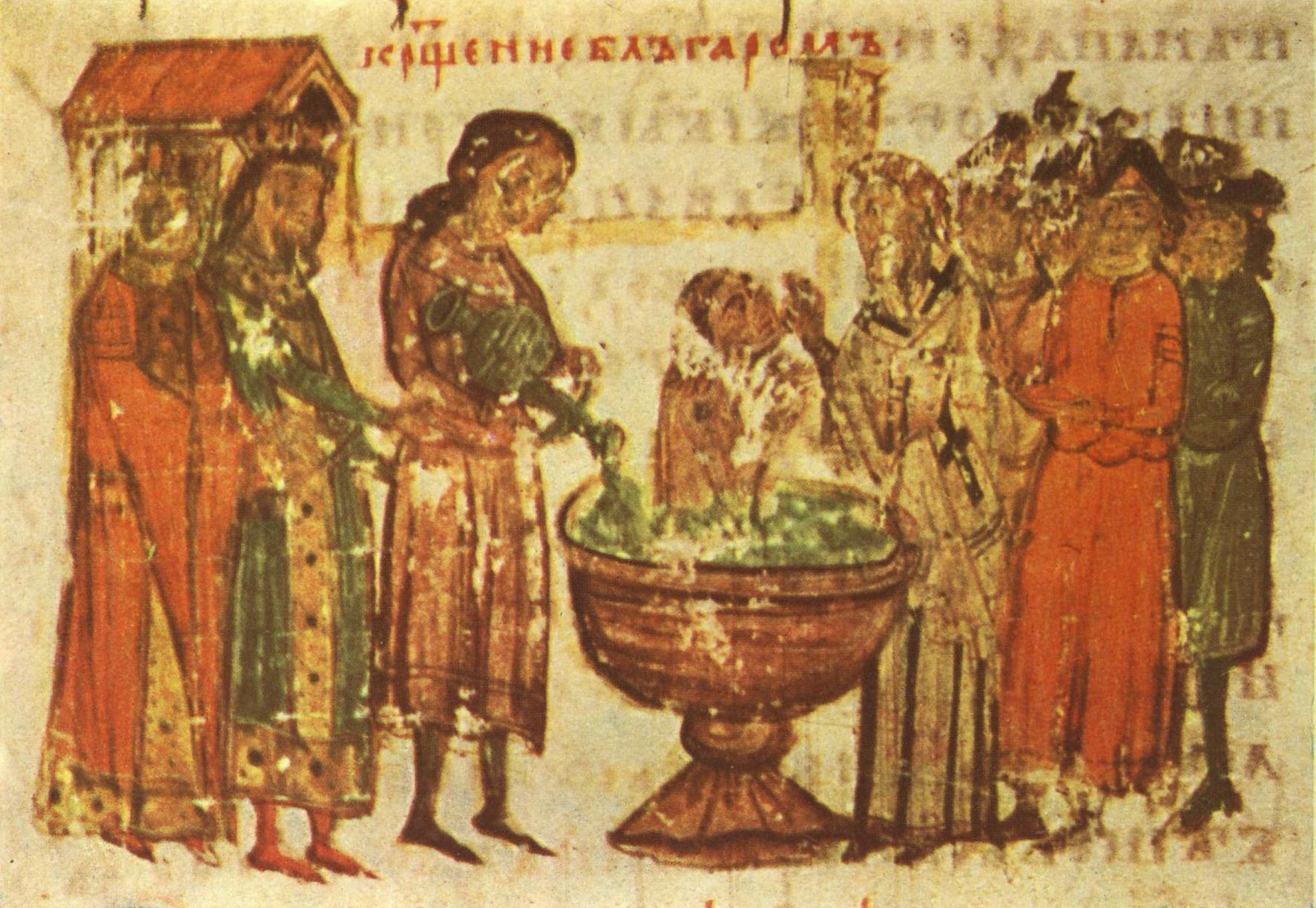
Die Christianisierung der Bulgaren (Auszug aus der Manasses-Chronik)

Kurz darauf kam es zu einer heidnischen Revolte, die von König Ludwig II. unterstützt wurde. Boris schlug die Revolte blutig nieder. Gleichzeitig versuchte er aber, die Abhängigkeit von Byzanz zu mindern: 866 forderte der Knjas bei Papst Nikolaus I. ein Lehrschreiben an, das heute als wichtigste historische Quelle für diese Epoche Bulgariens gilt. Mit der päpstlichen Antwort kamen römische Missionare ins Land. Die orthodoxen Priester wurden vertrieben. Der Zeitpunkt war günstig für Boris’ Unabhängigkeitsstreben, da Byzanz sich in einer Phase dynastischer Auseinandersetzungen befand. Dennoch ließ Patriarch Photios I. 867 das Wirken der römischen Missionare in Bulgarien verbieten und Papst Nikolaus absetzen. Es folgten gegenseitige Bannbriefe, Absetzungen und das Senden immer neuer Missionare. Letztlich setzte sich in Bulgarien aber die Ostkirche durch. Boris legte im Jahre 890 seine Herrschaft nieder und trat in ein Kloster ein.
Aufgrund des Versuches seines ältesten Sohnes Wladimir Rassate und weiterer 50 protobulgarischer Adliger, den Tengrismus der Vorfahren wieder einzuführen, kehrte Boris noch einmal für kurze Zeit auf den Thron zurück, ließ seinen eigenen Sohn Wladimir blenden und die Familien der Adligen ermorden. 893 gegen Ende der Amtszeit empfing Boris die Schüler der Brüder und Slawenmissionare Kyrill und Method, Kliment von Ohrid, Naum und Angelarij in Bulgarien. Unter Zar Boris wurde in einem eigens dafür einberufenen Konzil das Altbulgarische als Liturgiesprache in der Bulgarischen Kirche eingeführt. Nach dem Konzil übergab Zar Boris die Herrschaft seinem dritten Sohn Simeon. Unter seiner Herrschaft bekam Kliment von Ohrid die Region Ohrid zugesprochen, um dort ein weiteres kulturelles Zentrum neben der Hauptstadt Pliska zu erbauen. Anschließend kehrte Boris ins Kloster zurück. Er gilt als Stifter und Gründer von mehreren Klöstern und der berühmten Ohrider Schriftschule. Er starb als Mönch am 2. Mai 907 im Pantelejmon-Kloster nahe Preslaw. Boris wird in Bulgarien als Nationalheiliger verehrt, sein Festtag ist der 2. Mai.

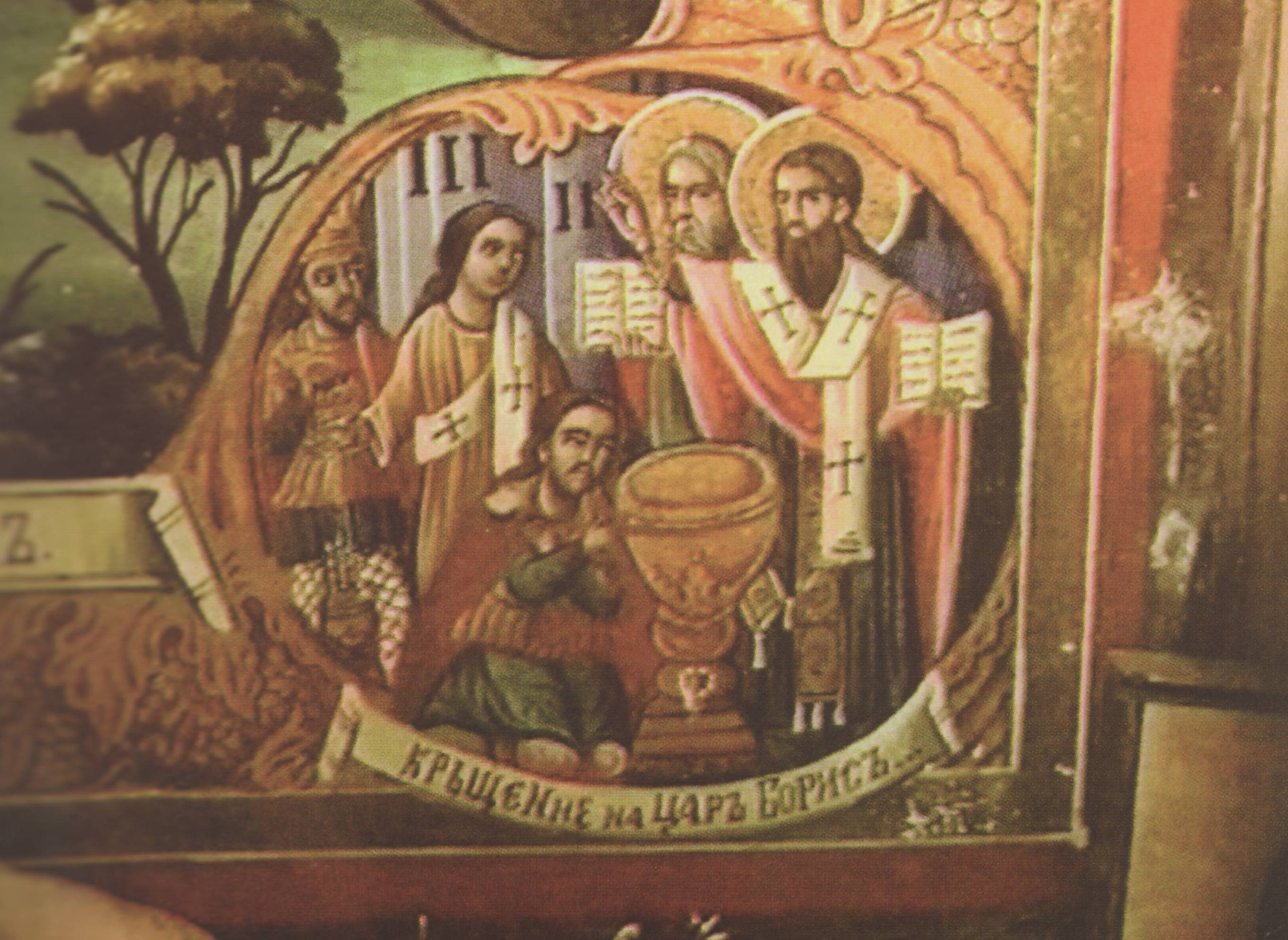
Fresko der Taufe Boris I. Michail durch die Heiligen Kyrill und Method, dargestellt in der gleichnamigen Kirche in Resen, Nordmazedonien

Nach ihm ist der St. Boris Peak benannt, ein Berg auf der Livingston-Insel in der Antarktis.

## Darstellung
Boris wurde zu einem beliebten und weitverbreiteten Fresko- und Ikonenmotiv. Die meisten Darstellungen zeigen ihn als jugendlichen Regenten, der eine Kopfbedeckung trägt und ein Kreuz in der Hand hält. Für die Bulgaren ist ihr Heiliger Boris zugleich auch der Zar Boris, damit auch der erste Zar der Geschichte.

## Titel
Boris trug den Titel Zar nicht, auch wenn dieser heute oft ihm zugeschrieben wird. Der Titel Zar=Kaiser wurde erst von seinem Sohn Simeon der Große eingeführt. Vor der Annahme des Christentums trug Boris den ur-bulgarischen Titel Khan und wurde Khan Boris I. von Bulgarien tituliert. Nach der Christianisierung und die Annahme des Taufnamens Michael, legte er den Titel Khan ab, und nahm den slawischen Titel Knjaz an. Fortan wurde er als Knjaz Michael I. von Bulgarien tituliert. In den Quellen ist jedoch auch der Doppelname Boris-Michael zu finden, während die Bulgarisch-orthodoxe Kirche ihn als Heiliger Zar Boris-Michail (Свети цар Борис-Михаил Sweti zar Boris-Michail) verehrt. Aus einer altbulgarischen Inschrift, gefunden in den Ruinen des Klosters im mittelalbanischen Ballsh, ist noch der Titel Archon von Bulgarien (αρχων Βουλγαριας Βορης) überliefert.